# William Sorell

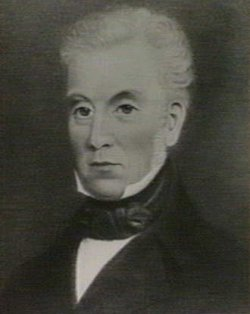
William Sorell

William Sorell (* 1775 vermutlich auf den Westindischen Inseln; † 4. Juni 1848 in London, Vereinigtes Königreich) war ein britischer Offizier und Vizegouverneur von Van-Diemens-Land (heute Tasmanien) in der Zeit von 1817 bis 1824.

## Leben
Als Sohn eines Generalmajors trat 1790 Sorell in die Royal Navy ein. 1793 wurde er bei den Westindischen Inseln schwer verwundet. Um die Jahrhundertwende nahm er am Zweiten Koalitionskrieg teil und kämpfte in Nordholland und Spanien. Von 1807 bis 1811 war er in der Kapkolonie und wurde dort zum Oberstleutnant befördert. 1813 schied er aus der Armee aus.
Am 3. April 1816 wurde Sorell zum Vizegouverneur von Van-Diemens-Land ernannt. Nach einem kurzen Besuch bei Gouverneur Lachlan Macquarie in Sydney übernahm er am 9. April 1817 die Amtsgeschäfte von seinem Vorgänger Thomas Davey. Im Folgenden berichtete er vom schlechten Zustand der Kolonie. So sei Unterschlagung an der Tagesordnung und die Sträflinge unter mangelhafter Bewachung; das Ausmaß von Übergriffen entflohener Sträflinge ("bushranger") grenze an einen Bürgerkrieg.
Sorell gelang es bald, die kriminellen Banden, darunter die gefürchtetste unter der Führung von Michael Howe, festzusetzen. Nach weniger als 18 Monaten seiner Amtszeit hatte er die Ordnung wieder hergestellt. Für die gefährlichsten Verbrecher ließ er die Strafkolonie Macquarie Harbour errichten. Für jeden Beamten legte er Rechte und Pflichten detailliert fest und legte so die Grundlage für eine funktionierende Kolonialregierung. Auf mehreren Expeditionen erkundete er zudem das Binnenland der Insel. Unter Sorells Regierungszeit begann die Kolonie wirtschaftlich aufzublühen; so gelang es erstmals, einen Überschuss an Nahrung zu produzieren und durch eine Lieferung Schafe aus Sydney begann die Schafzucht auf Van-Diemens-Land. Nachrichten von Sorells erfolgreicher Politik verbreiteten sich bald auch in Großbritannien und lockten neue Siedler nach Van-Diemens-Land.
Sorells Amtszeit endete am 14. Mai 1824. Bei seiner Ankunft in der Kolonialverwaltung in England wurde er wohlwollend empfangen, erhielt jedoch trotz seiner Erfolge nie mehr eine Stelle als Gouverneur. Er starb 1848 in London.